# Porcellio zarcoi
| binomial = Porcellio zarcoi
| binomial_authority = Vandel, 1960
}
Porcellio zarcoi là một loài chân đều trong họ Porcellionidae. Loài này được Vandel và là loài đặc hữu của đảo Madeira mô tả khoa học năm 1960.